# ناتشو غيل
ايغناسيو خيل دي باريخا (بالإسبانية: Nacho Gil)‏ (9 سبتمبر 1995 ببلنسية في إسبانيا - ) هو لاعب كرة قدم إسباني في مركزي الوسط والهجوم. لعب مع نادي فالنسيا ونادي لاس بالماس.

## وصلات خارجية
- ناتشو غيل على موقع الاتحاد الأوربي (الإنجليزية)
- ناتشو غيل على موقع الدوري الأمريكي (الإنجليزية)
- ناتشو غيل على موقع قاعدة بيانات كرة القدم.إي يو (الإنجليزية)
- ناتشو غيل على موقع Soccerway.com (الإنجليزية)
- ناتشو غيل على موقع AS.com (الإسبانية)